# Bermeo

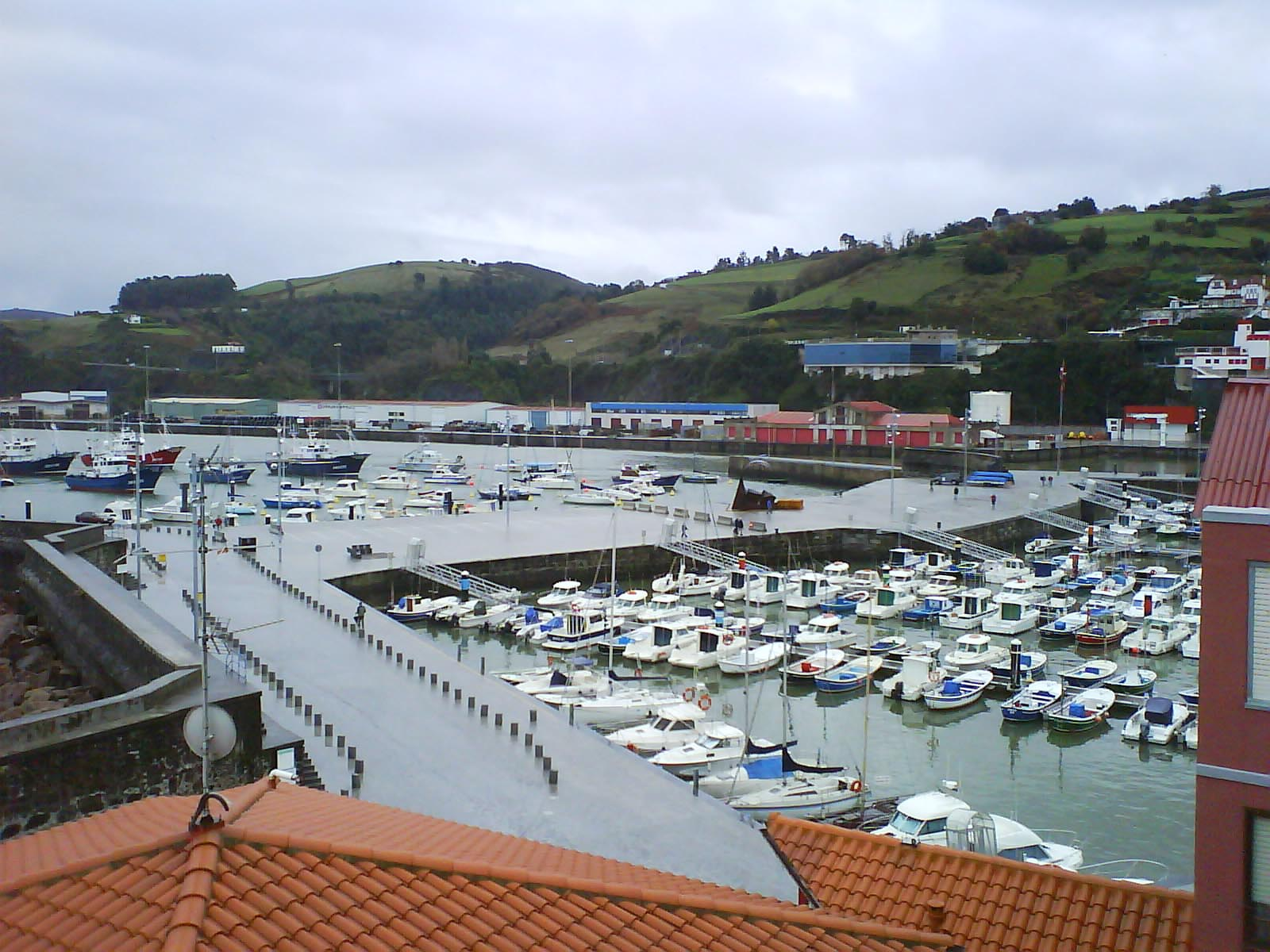
Het is een belangrijke vissershaven in Baskenland

Bermeo is een gemeente in de Spaanse provincie Biskaje in de regio Baskenland met een oppervlakte van 34 km². Bermeo telt 17 159 inwoners (2013).

## Demografische ontwikkeling
Bron: INE; 1857-2011: volkstellingen

## Geboren in Bermeo
- Nestor Basterretxea (1924-2014), beeldhouwer, schilder en filmregisseur
- Izaskun Bilbao (1961), politica
- Bingen Fernández (1972), wielrenner

## Afbeeldingen

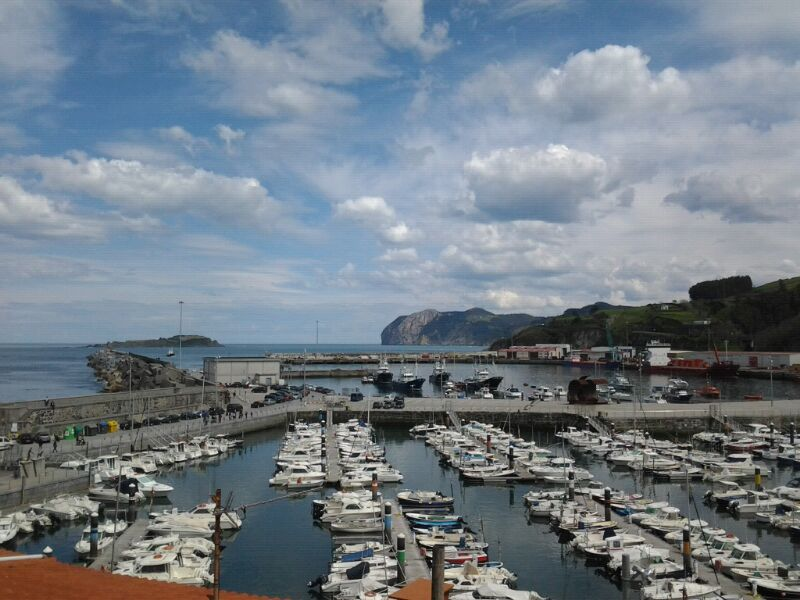
Oude haven
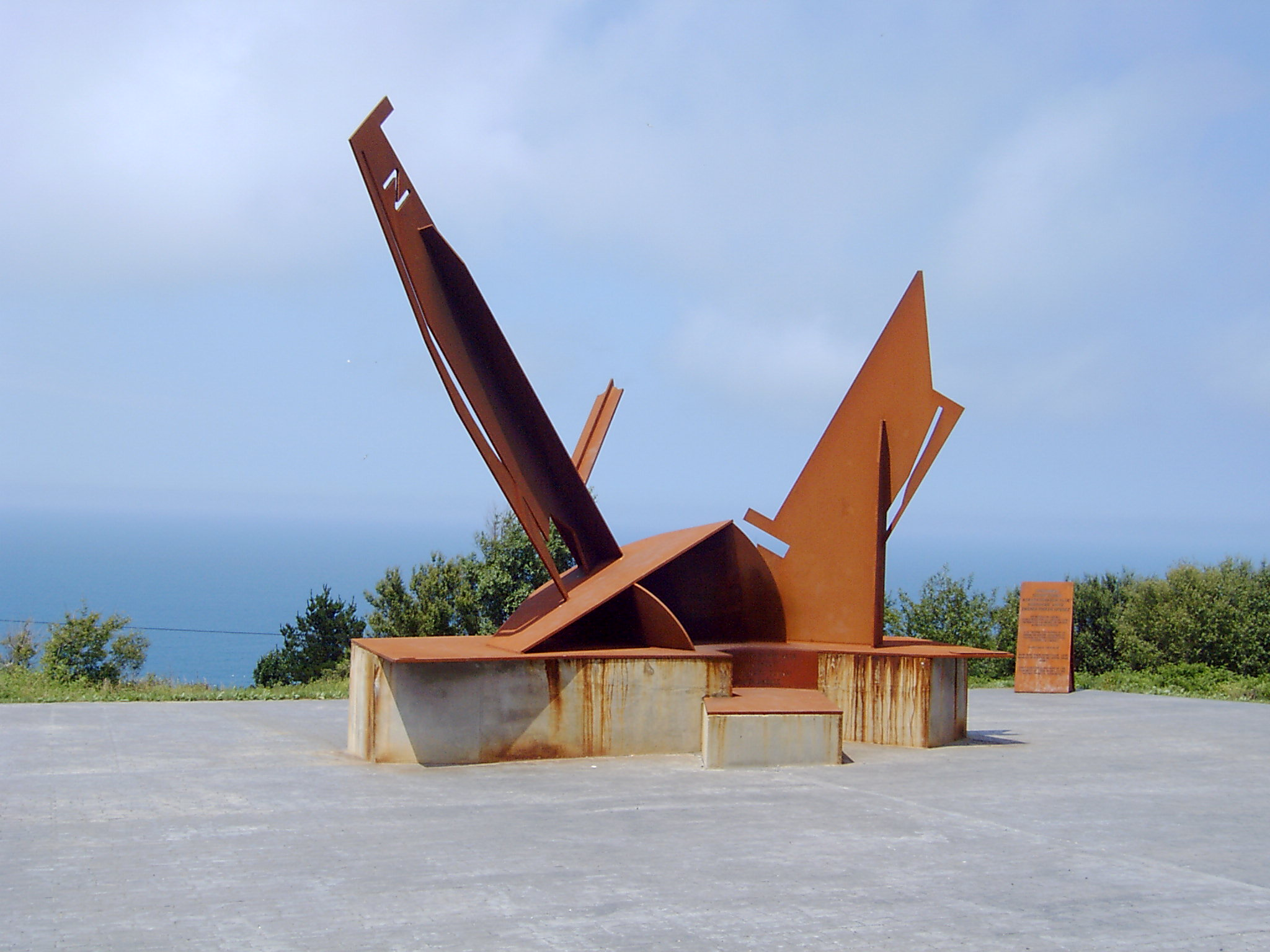
Eerbetoon aan de gesneuvelden in de strijd om Machichaco
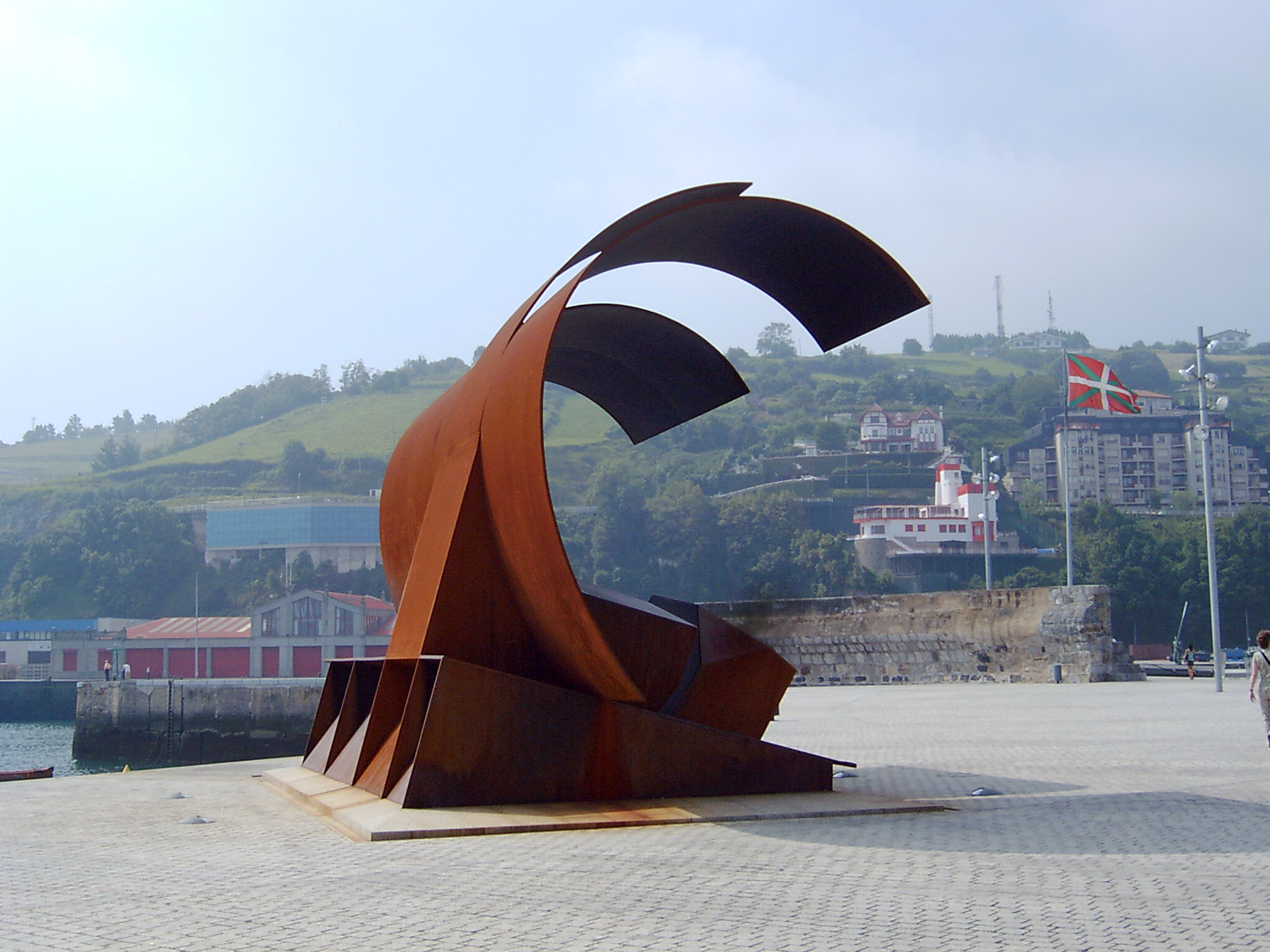
Sculptuur "Olatu"
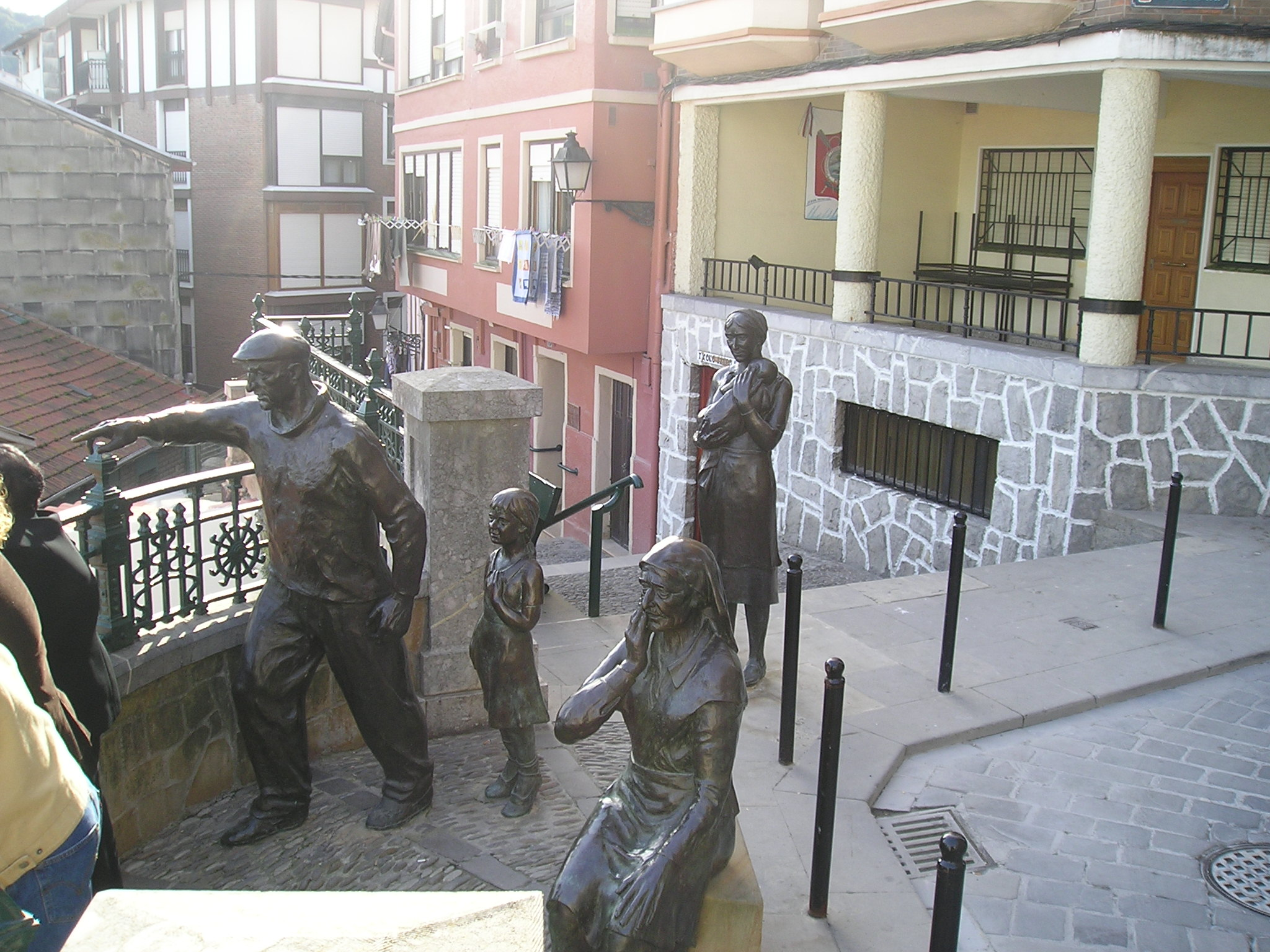
Sculptuur "Badatoz" (Terug)
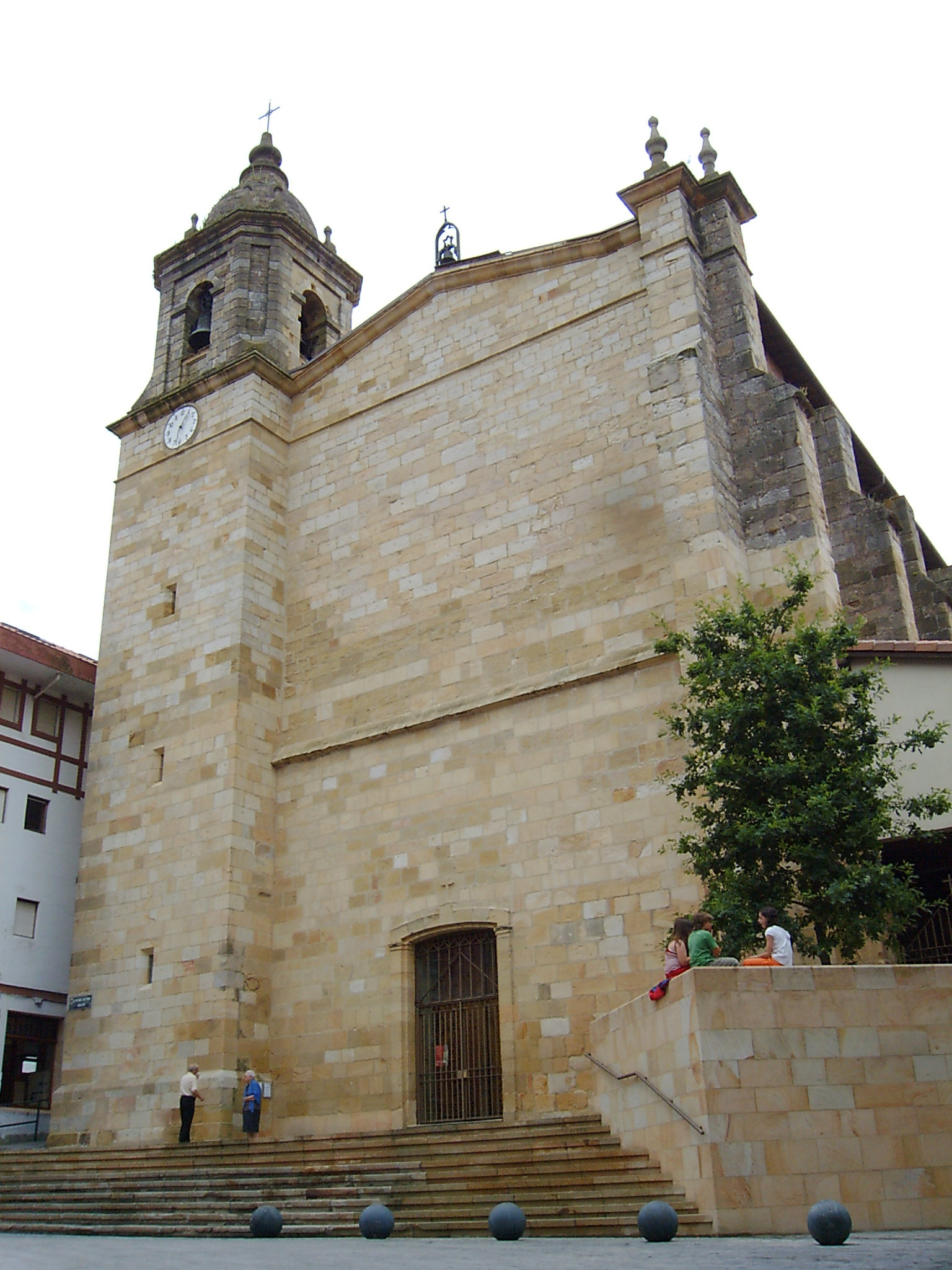
Kerk Santa Eufemia
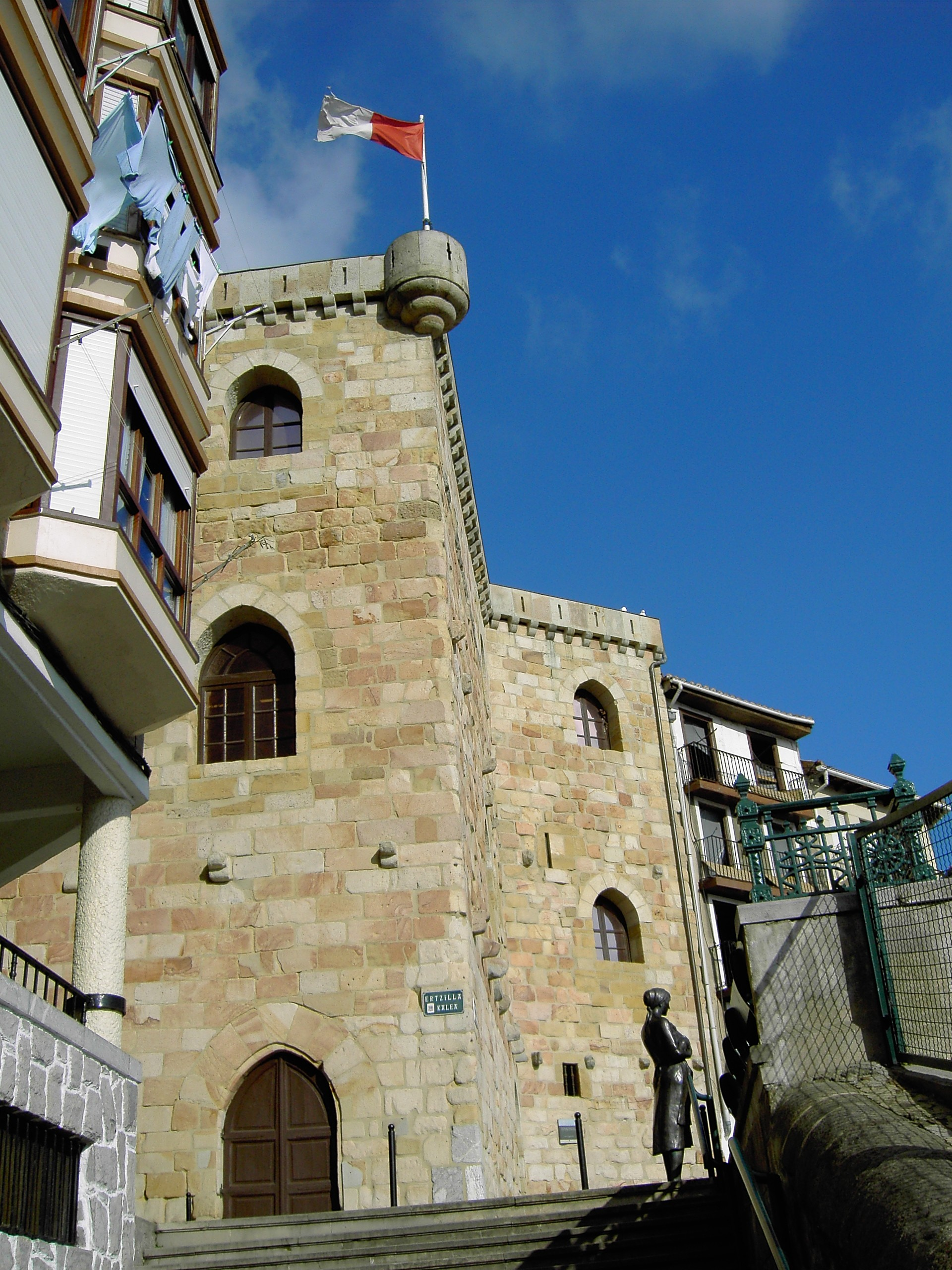
Ercilla
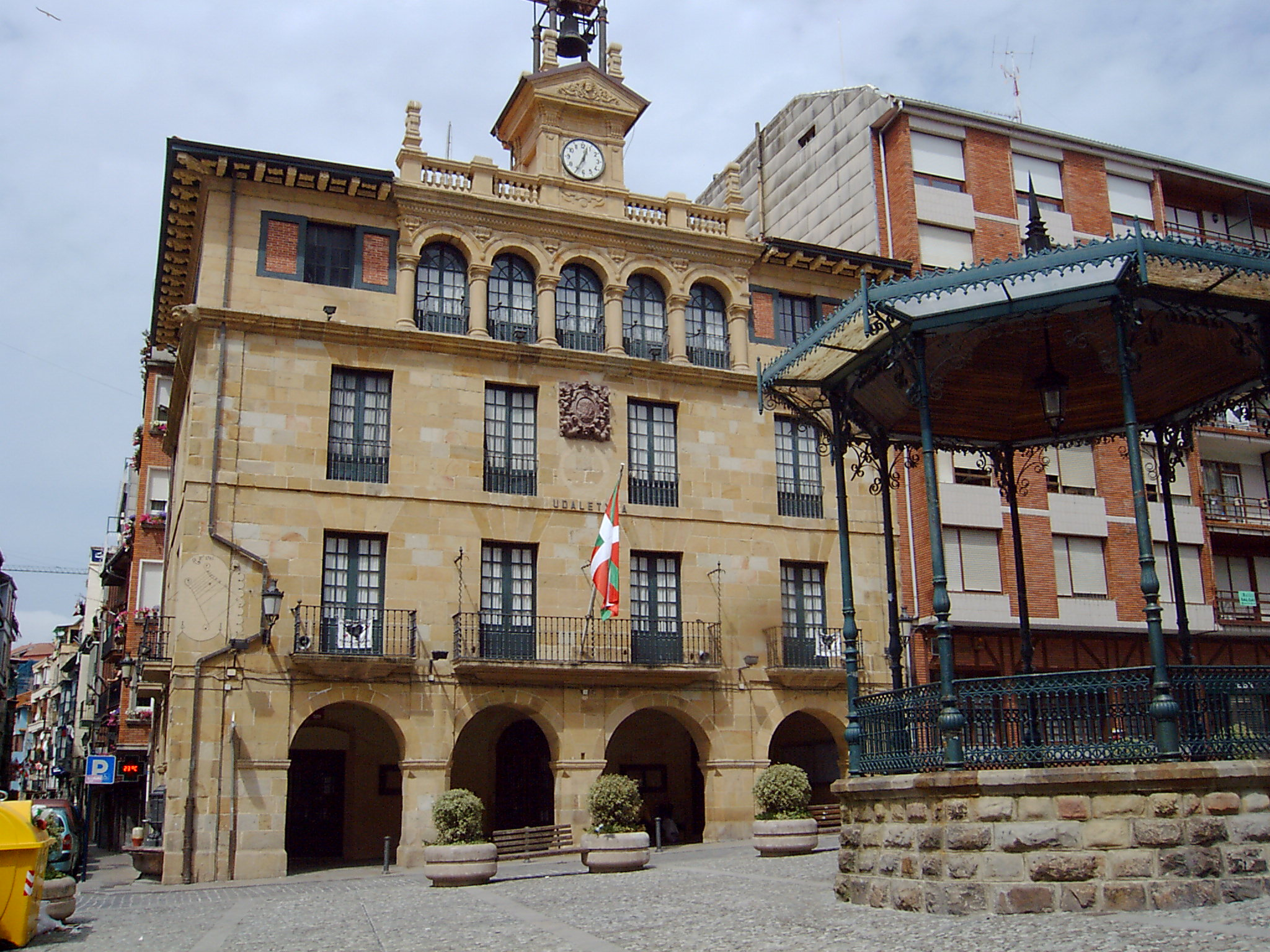
Gemeentehuis
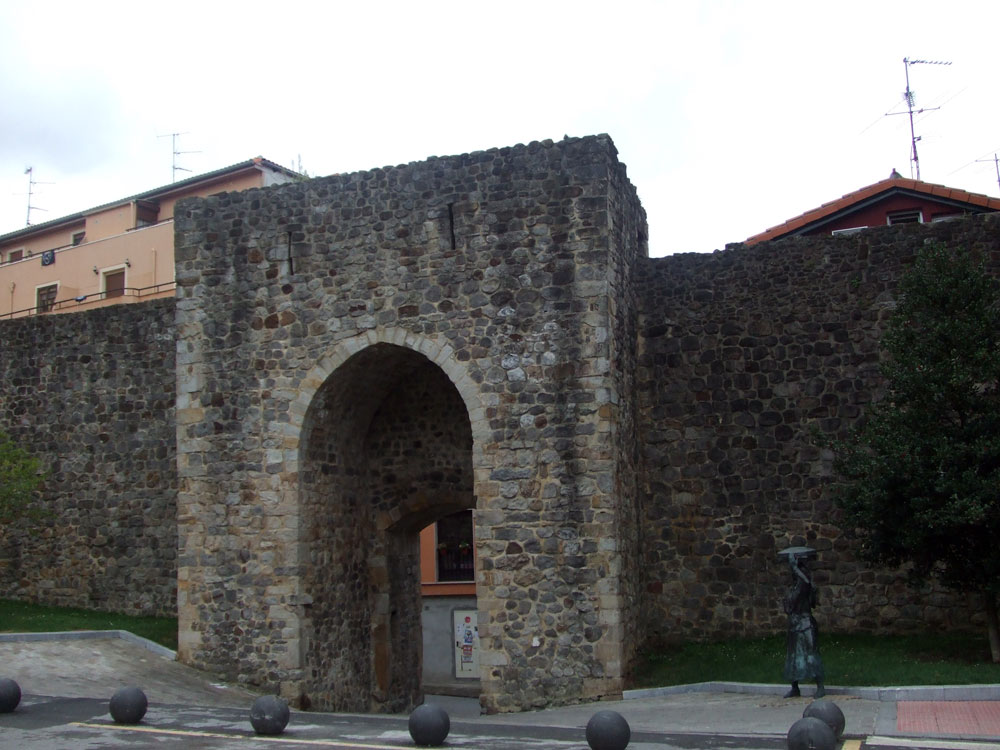
Muur van de San Juan
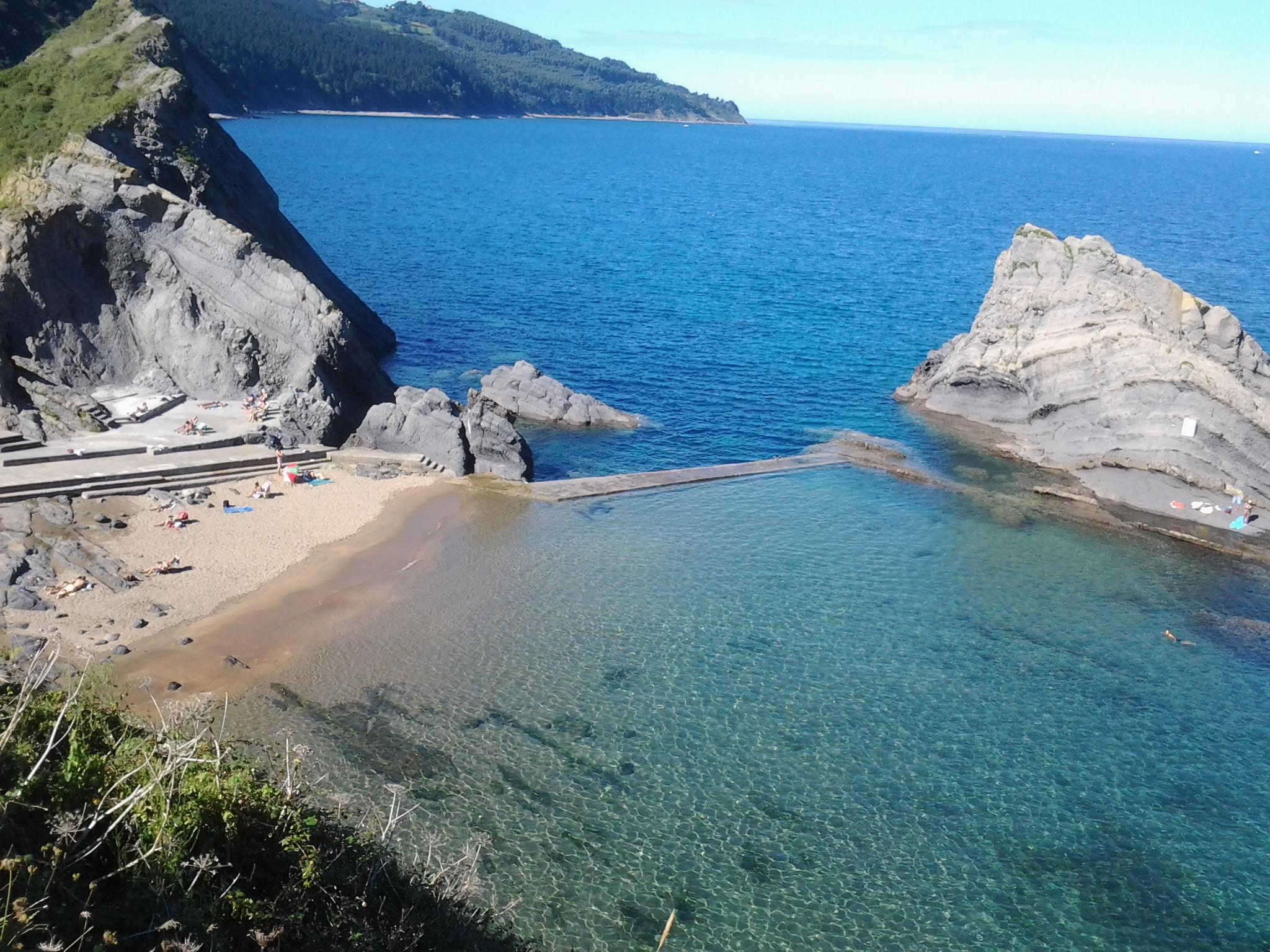
Het strand Aritzatxu
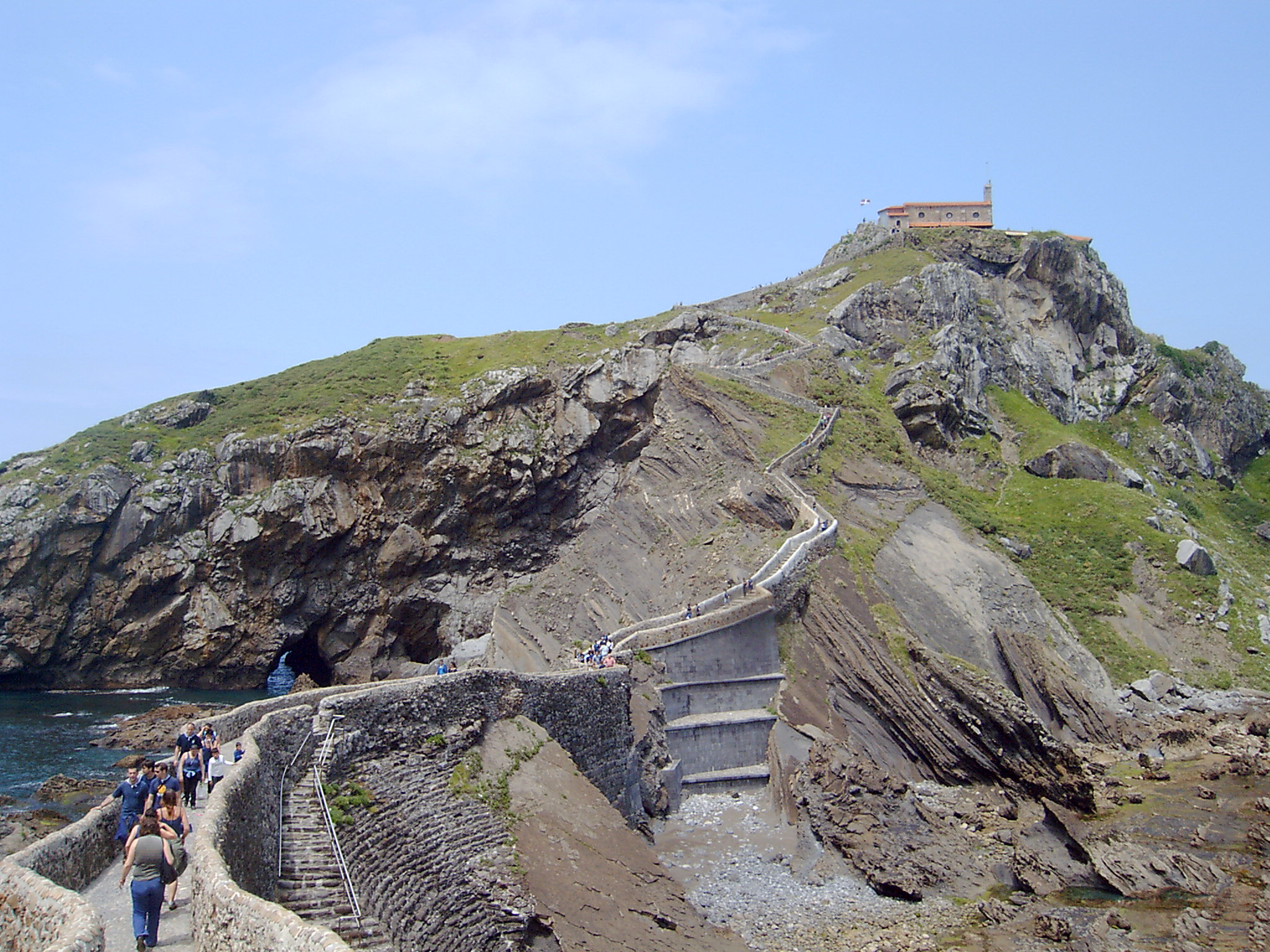
San Juan de Gaztelugatxe
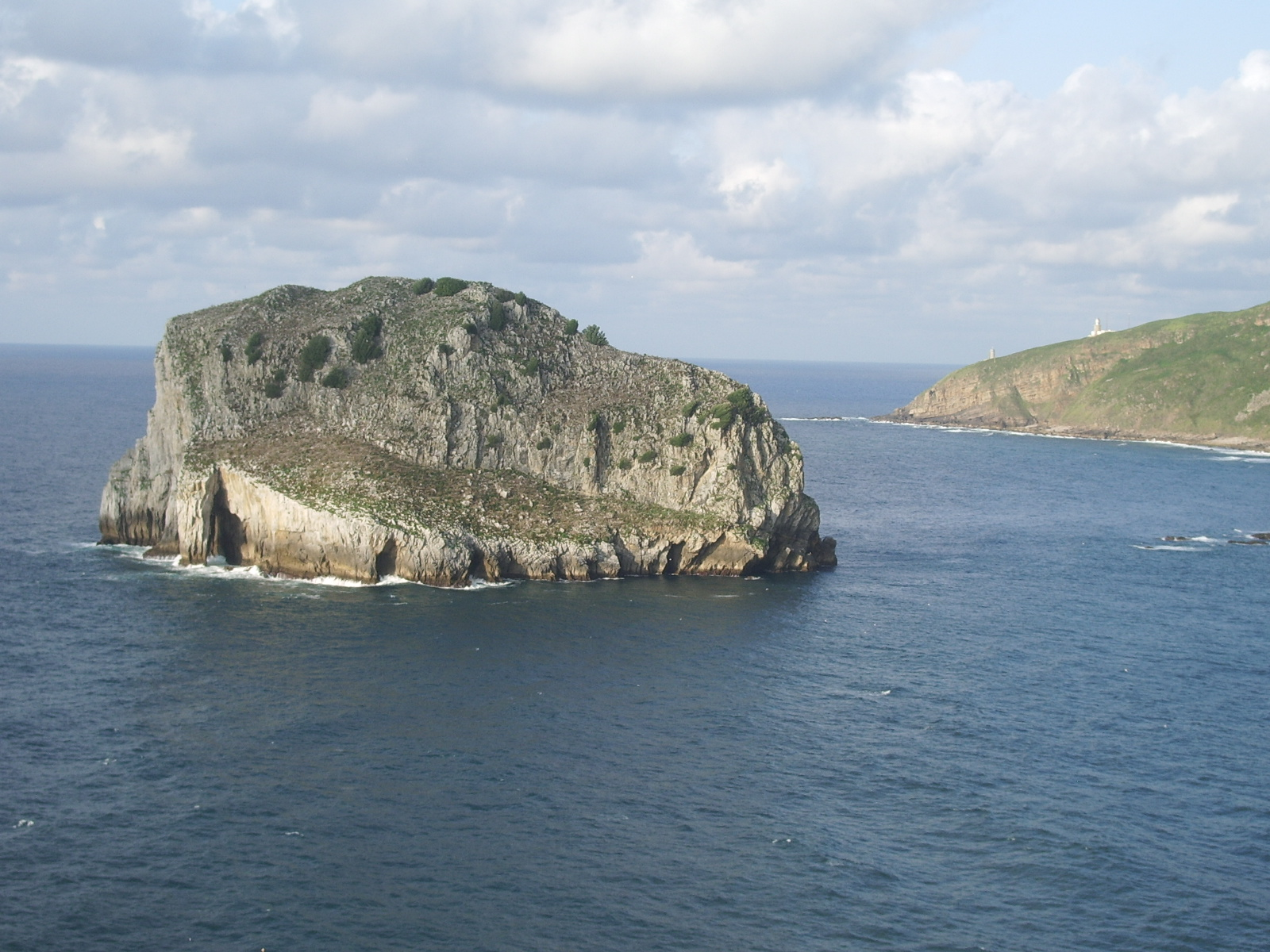
Het eiland Akatz
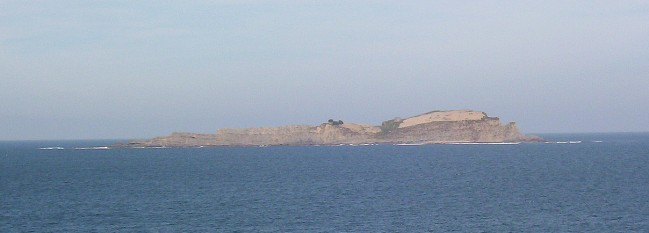
Eiland Izaro

Abadiño · Abanto Zierbena · Ajangiz · Alonsotegi · Amorebieta-Etxano · Amoroto · Arakaldo · Arantzazu · Areatza · Arrankudiaga · Arratzu · Arrieta · Arrigorriaga · Artea · Artzentales · Atxondo · Aulesti · Bakio · Balmaseda · Barakaldo · Barrika · Basauri · Bedia · Berango · Bermeo · Berriatua · Berriz · Bilbao · Busturia · Derio · Dima · Durango · Ea · Elantxobe · Elorrio · Erandio · Ereño · Ermua · Errigoiti · Etxebarri · Etxebarria · Forua · Fruiz · Galdakao · Galdames · Gamiz-Fika · Garai · Gatika · Gautegiz Arteaga · Gernika-Lumo · Getxo · Gizaburuaga · Gordexola · Gorliz · Gueñes · Ibarrangelu · Igorre · Ispaster · Iurreta · Izurtza · Kortezubi · Lanestosa · Larrabetzu · Laukiz · Leioa · Lekeitio · Lemoa · Lemoiz · Lezama · Loiu · Mallabia · Markina-Xemein · Maruri-Jatabe · Mañaria · Mendata · Mendexa · Meñaka · Morga · Mundaka · Mungia · Munitibar-Arbatzegi Gerrikaitz · Murueta · Muskiz · Muxika · Nabarniz · Ondarroa · Urduña · Orozko · Ortuella · Otxandio · Plentzia · Portugalete · Santurtzi · Sestao · Sondika · Sopelana · Sopuerta · Sukarrieta · Trapagaran · Trucios-Turtzioz · Ubide · Ugao-Miraballes · Urduliz · Karrantza · Zaldibar · Zalla · Zamudio · Zaratamo · Zeanuri · Zeberio · Zierbena · Ziortza-Bolibar